# Avittom Thirunal Balarama Varma
Avittom Thirunal Bala Rama Varma (khoảng năm 1782 - 7 tháng 11 năm 1810) là người cai trị vương quốc Travancore ở Ấn Độ từ năm 1798 đến năm 1810, kế vị người chú của mình là Dharma Raja vào ngày 12 tháng 2 năm 1798.